# Łukowe (Ukraina)
Łukowe (ukr. Лукове) – wieś na Ukrainie, w obwodzie donieckim, w faktycznie niefunkcjonującym rejonie kalmiuskim, od 2014 pod kontrolą marionetkowej, zależnej od Rosji Donieckiej Republiki Ludowej. W 2001 liczyła 510 mieszkańców.